# Fraccionamiento el Obraje
Fraccionamiento el Obraje är en ort i Mexiko.   Den ligger i kommunen Irimbo och delstaten Michoacán de Ocampo, i den södra delen av landet, 140 km väster om huvudstaden Mexico City. Fraccionamiento el Obraje ligger 2 207 meter över havet och antalet invånare är 112.
Terrängen runt Fraccionamiento el Obraje är kuperad åt sydväst, men åt nordost är den platt. Runt Fraccionamiento el Obraje är det ganska tätbefolkat, med 93 invånare per kvadratkilometer. Närmaste större samhälle är Ciudad Hidalgo, 10,3 km väster om Fraccionamiento el Obraje. I omgivningarna runt Fraccionamiento el Obraje växer huvudsakligen savannskog.